# Distretto di Heves
Il distretto di Heves (in ungherese Hevesi járás) è un distretto dell'Ungheria, situato nella provincia di Heves.